# Quartier du Jardin-des-Plantes
Le quartier du Jardin-des-Plantes est le 18e quartier administratif de Paris situé dans le 5e arrondissement, au sud et à l'ouest du Jardin des plantes. Plusieurs rues de ce quartier (et du quartier voisin de Saint-Victor) portent des noms de naturalistes du Jardin du Roi devenu Muséum national d'histoire naturelle : Buffon, Cuvier, Daubenton, Geoffroy Saint-Hilaire, Guy de la Brosse, Jussieu, Lacépède…

## Délimitations

Les quartiers du 5e arrondissement.

Le quartier du Jardin-des-Plantes est délimité (dans le sens des aiguilles d'une montre) :
- à l'est par le boulevard de l'Hôpital ;
- au sud par le boulevard Saint-Marcel et une petite partie du boulevard de Port-Royal ;
- à l'ouest par la rue Pascal et la rue Mouffetard ;
- au nord par la rue Lacépède, la rue Cuvier et la Seine.

Sa population est estimée en 2005 à environ 18 950 habitants[réf. nécessaire].

## Sites particuliers
- Le Jardin des plantes et le Muséum national d'histoire naturelle
- L'église Saint-Médard
- Le campus Censier
- La grande mosquée de Paris